# Сена-Мадурейра (мікрорегіон)

Сена-Мадурейра на карті штату Акрі

Сена-Мадурейра (порт. Microrregião de Sena Madureira) — мікрорегіон в Бразилії, входить в штат Акрі. Складова частина мезорегіону Валі-ду-Акрі. Населення становить 50 701 осіб на 2010 рік. Займає площу 40 531,649 км². Густота населення — 1,25 ос./км².

## Склад мікрорегіону
До складу мікрорегіону включені такі муніципалітети:
1. Мануел-Урбану
2. Санта-Роза-ду-Пурус
3. Сена-Мадурейра

## Населення
Згідно з даними, зібраними під час перепису 2010 р. Національним інститутом географії і статистики (IBGE), населення мікрорегіону становить:
| Повне населення                               | Повне населення                               | Повне населення                               | Повне населення                               | 50 701 |
| --------------------------------------------- | --------------------------------------------- | --------------------------------------------- | --------------------------------------------- | ------ |
| у тому числі:                                 | Міське населення                              | 32 282                                        | Відсоток міського населення, %                | 63,67  |
|                                               | Сільське населення                            | 18 419                                        | Відсоток сільського населення, %              | 36,33  |
|                                               | Чоловіче населення                            | 26 400                                        | Відсоток чоловічого населення, %              | 52,07  |
|                                               | Жіноче населення                              | 24 301                                        | Відсоток жіночого населення, %                | 47,93  |
| Густота населення, ос./км²                    | Густота населення, ос./км²                    | Густота населення, ос./км²                    | Густота населення, ос./км²                    | 1,25   |
| Населення мікрорегіону в % до населення штату | Населення мікрорегіону в % до населення штату | Населення мікрорегіону в % до населення штату | Населення мікрорегіону в % до населення штату | 6,91   |

| Бразилія | Це незавершена стаття з географії Бразилії. Ви можете допомогти проєкту, виправивши або дописавши її. |